# Bruce Haack
Bruce Clinton Haack (* 4. Mai 1931 in Nordegg, Alberta, Kanada; † 26. September 1988 in West Chester, Pennsylvania, USA) war ein kanadischer Musiker und Komponist. Er war ein Pionier der elektronischen Musik.

## Leben
Haack wuchs in einer zerrütteten Familie im ländlichen Alberta auf. Bei Ureinwohnern nahm er angeblich mit acht Jahren Meskalin zu sich. Er machte einen Abschluss in Psychologie an der University of Alberta in Edmonton. Später besuchte er dank einem Stipendium die Juilliard School of Music in New York. Dort schloss er viele Freundschaften, die sich für seine Karriere als wichtig erweisen sollten. Dennoch schied er nach acht Monaten aus.
Haack arbeitete ausgiebig an Musik für Kinder, wo er mehr Erfolg hatte und mehr veröffentlichte als in allen anderen Bereichen. Bei seinen Kinderplatten arbeitete er mit der Tanzlehrerin Esther Nelson zusammen. Seine wichtigsten Platten für Erwachsene sind „Electric Lucifer“ 1 & 2. Erstere entstand größtenteils auf modifizierten Synthesizern. Auch nutzt Haack hier durchgehend als einer der ersten elektronischen Musiker die Möglichkeiten des Vocoders.
Am 26. September 1988 starb Haack im Alter von 57 Jahren an Herzversagen. Die meisten seiner Aufnahmen wurden in den Vereinigten Staaten nicht mehr veröffentlicht und sind nur noch als Japanimporte oder über File-Sharing-Netzwerke erhältlich.
Obwohl Haack keinerlei formale Kenntnisse in Elektronik besaß, baute er eigene Instrumente wie den „Zauberstab“, das „Dermatron“ (ein Synthesizer, der mittels elektrischem Kontakt mit einem Menschen gespielt wird), und das „People-odion“. Er komponierte auch Musik unter dem Pseudonym „Jackpine Savage“ und „Jacques Trapp“.

## Werke

### Alben
- 1963 Dance Sing and Listen
- 1964 Dance Sing and Listen Again
- 1965 Dance Sing and Listen Again and Again
- 1968 The Way Out Record for Children
- 1969 Electronic Record for Children
- 1970 Electric Lucifer
- 1971 Together (als Jackpine Savage)
- 1972 Dance to the Music
- 1973 Captain Entropy
- 1974 This Old Man
- 1975 Funky Doodle
- 1976 Ebenezer Electric
- 1978 Haackula (aufgrund des Inhalts unveröffentlicht)
- 1979 Electric Lucifer Book II (veröffentlicht 2001)
- 1981 Bite (Neubearbeitung von Haackula)

### Singles
- Les Etapes (1955)
- Lullaby for a Cat (1956)
- Party Machine (1983)

### Compilations
- Hush Little Robot – QDK Media (1998)
- Listen Compute Rock Home – Emperor Norton Records (1999)
- Dimension Mix: A Tribute to Dimension 5 Records – Eenie Meenie Records (2005)

### Film und TV
- I’ve Got a Secret (1958)
- The Mike Douglas Show (1965)
- The Tonight Show – Johnny Carson (1965)
- Mister Rogers Neighborhood (1968)